# Enteropogon ramosus
Enteropogon ramosus är en gräsart som beskrevs av Bryan Kenneth Simon. Enteropogon ramosus ingår i släktet Enteropogon och familjen gräs. Inga underarter finns listade i Catalogue of Life.